# 擬似著作権
擬似著作権（ぎじちょさくけん）とは、主には著作権の領域で、法的根拠がないにもかかわらず、法的権利があるように誤解される権利の俗称。福井健策の提唱した語だが、同様の認識が多くの識者から指摘されている。

## 概要
著作権は、著作物という一種の情報に対して、その著作者に与えられた独占的な権利である。しかし、著作物ではない情報の囲い込みが行われるという問題があり、それを福井は「理論的には著作権ではないのだけれど、社会では事実上、著作権に近いような扱いを受けている（受けかねない）」ケース、「法的根拠はまったくないか、せいぜいが非常に怪しいもので、根拠がないにもかかわらずまるで法的権利があるように扱われている」ケースを擬似著作権と呼んでいる。また、福井は、擬似肖像権や擬似商標権もあるため、擬似知的財産権と呼ぶ方が実態に近いともいう。
同様の認識は多くの識者から指摘されている。友利昴は、擬似著作権が発生する原因として、単純な誤解や知識不足、思い込みの他に、今日の社会において著作権の尊重が常識となっているがゆえに、こうした常識を逆手にとって、他人の正当行為に対して敢えて擬似著作権が主張されることもあるとし、エセ著作権と呼んでいる。
稲穂健市は、「知的財産権が関係すると思えないような状況であっても、何らかの知的財産権が存在し、かつそれが及んでいるかのような前提で許諾や金銭のやり取りが行われているように見える」ケースと説明して、これを知財もどきと呼んでいる。
日本映像・音楽ライブラリー協会は擬似権利と呼び、「許諾を得ようとして擬似権利者に連絡し、断る権利もないのに利用を拒否されたり、請求権もないのに使用料の支払を要求されたりする」ケースがあると説明している。
擬似著作権の弊害は、社会がその情報を自由に使えなくなること、制作者や利用者にとって無駄な負担となることであり、もっともな理由があるものも中にはあるが、「言ったもの勝ち」「権利のようにふるまったもの勝ち」というような例が多く見られる。日本人は、クレームを受ける事が悪である、訴訟を起こされたら大変である、という揉め事を避けようとする事なかれ主義により、相手の言い分を飲みやすい傾向があり、これが擬似著作権増加の一因となっている。

## 具体例
建築物の撮影
建築の著作物については、著作権法第46条の規定により許諾不要が認められているため、建物の撮影や写真の利用は自由となる。しかし、寺社の中には「撮影禁止」の張り紙が貼られていることが多い。また、寺社の写真の利用については、既に著作権の保護期間が明らかに満了している場合であっても、協力費としてお布施・冥加金などの名目で金銭が支払われる場合が多い。
平等院鳳凰堂の外観の写真をジグソーパズルにして販売したやのまんを相手に、平等院が京都地方裁判所に訴えを起こした事件では、「法的根拠はあいまいだ」と福井はコメントし、後に和解が成立したことについて、友利は「裁判所が『やのまんに違法行為がない』と認めた」ことを指摘し、「実質的にはやのまんの勝訴」と評した。
美術作品の利用
美術作品の所有権は所有者（買った人）にあるが、美術作品の著作権は、別段の取り決めがない限りは著作者（作った人）にある。
美術作品の掲載・放送・配信などの利用について、本来許可を取るべき相手は著作権を持つ作家であるが、「所蔵家の権利」という名目で、所蔵家の協力などがないケースであっても、その作品を所有している個人や団体が金銭その他の主張をすることがある。
著作権の保護期間が満了した美術作品の写真が既に世間に出回っており、その写真を複写して利用する場合について、判例においては、顔真卿自書建中告身帖事件の最高裁判決で、所蔵家は所有権の侵害を訴えることはできないとされている。
物のパブリシティ権
「競走馬パブリシティ権事件」の最高裁判決で、いわゆる物のパブリシティ権は否定されている。
菓子・料理の著作権
菓子や料理は、それが食事用ではなくデコレーション用に特別に製作されたものや、独立して鑑賞の対象となるような芸術性が認めらるような特殊なケースを除き、通常は実用品とみなされ、実用品の場合は著作物とはならない。
そうした通常のケースにおいて、飲食店などでの菓子や料理に対する「撮影禁止」が、店の雰囲気の保持や他の客への配慮といったマナーの域を越え、法的権利があるように振る舞うような場合には、擬似著作権といえることとなる。
「オリンピック」「ワールドカップ」の知的財産権
「オリンピック」や「ワールドカップ」といった言葉は、そのイベントやそれに関する権利を管理している国際オリンピック委員会（IOC）や国際サッカー連盟（FIFA）などの団体が各国で商標登録をしているため、勝手に関連グッズなどを売れば商標権の侵害となりうる。
オリンピックやワールドカップが近づくと、それらの団体から報道機関などに対して、「オリンピック」や「ワールドカップ」といった言葉の使用や表記方法に関する通達が来ることがあるが、法的根拠は希薄である。
IOCの要請に基づき日本広告審査機構（JARO）が「アンブッシュマーケティング」（便乗商法・便乗広告）対策として公表したNGワード集に対して、単にオリンピックという競技を指し示す為にこれらの言葉を使うのは基本的に違法ではなく、過剰な言葉狩りになると考えられる。
パブリックドメインの許可や使用料
美術全集などの出版において、出版社が著作権保護期間が切れている美術品の写真などの資料を保管していたとしても、今後の関係を考えて所蔵元の心証を害することを避けるために、所蔵元にその写真を収載するための許諾を得る必要が出る場合がある。小学館が2012年（平成24年）から2016年（平成28年）にかけて刊行した『日本美術全集』では、過去に収載できた仏像の写真が、寺の責任者が変わったことにより許可されなかったという事例がある。